# Chorzów
Rosóvia (em polonês: Chorzów) é uma cidade da Polônia, na voivodia da Silésia. Estende-se por uma área de 33,5 km², com 107 963 habitantes, segundo os censos de 2019, com uma densidade de 107 963 hab/km².

## Geografia
Rosóvia tem geminação com cinco cidades: Termoli (Itália), Ózd (Hungria), Zlín (República Checa), Iserlohn (Alemanha) e Creil (França). Rosóvia divide-se em quatro bairros principais (Centrum, Chorzów II, Chorzów Batory e Chorzów Stary) e nove menores (Antoniowiec, Górne Łagiewniki, Klimzowiec, Maciejkowice, Niedźwiedziniec, Nowe Hajduki, Pnioki, Szarlociniec e Średnie Łagiewniki).
O rio Rawa cruza a cidade. Rosóvia limita com Katowice (13 km), Ruda Śląska (4,5 km), Bytom (5 km), Piekary Śląskie (2 km), Siemianowice Śląskie (6,5 km) e Świętochłowice (8 km).
Em Rosóvia situa-se o Planetário da Silésia.

## Personalidades
- Kurt Alder (1902-1958), prémio Nobel da Química de 1950